# Albas (Aude)
Albas – miejscowość i gmina we Francji, w regionie Oksytania, w departamencie Aude. W 2013 roku jej populacja wynosiła 76 mieszkańców. 